# Thalita de Jong
Thalita de Jong née le 6 novembre 1993 à Bergen op Zoom, est une coureuse cycliste professionnelle néerlandaise. En 2016, elle devient championne du monde de cyclo-cross.

## Biographie

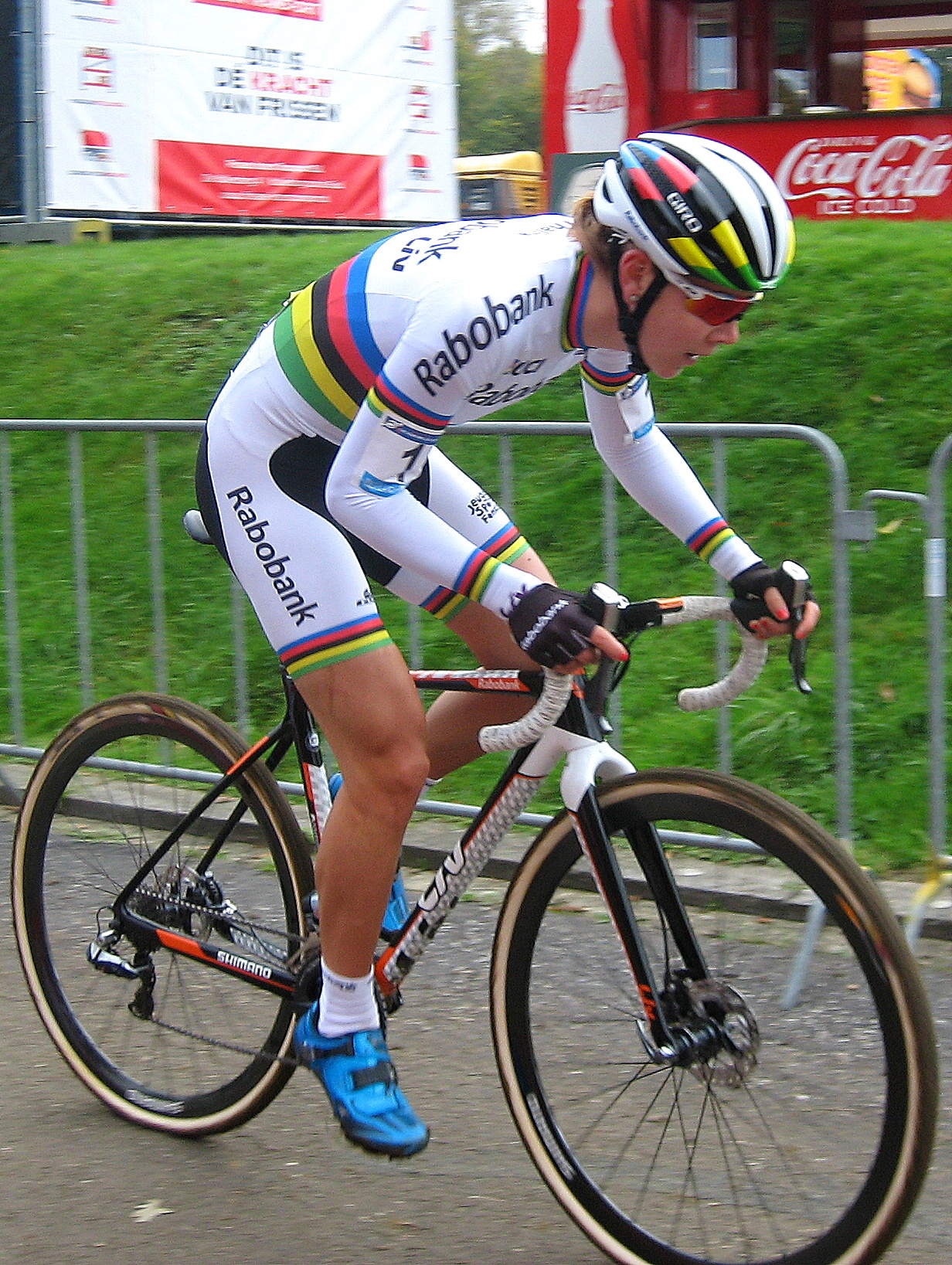
En 2016, sur le Cauberg avec la tenue de championne du monde.

### Débuts

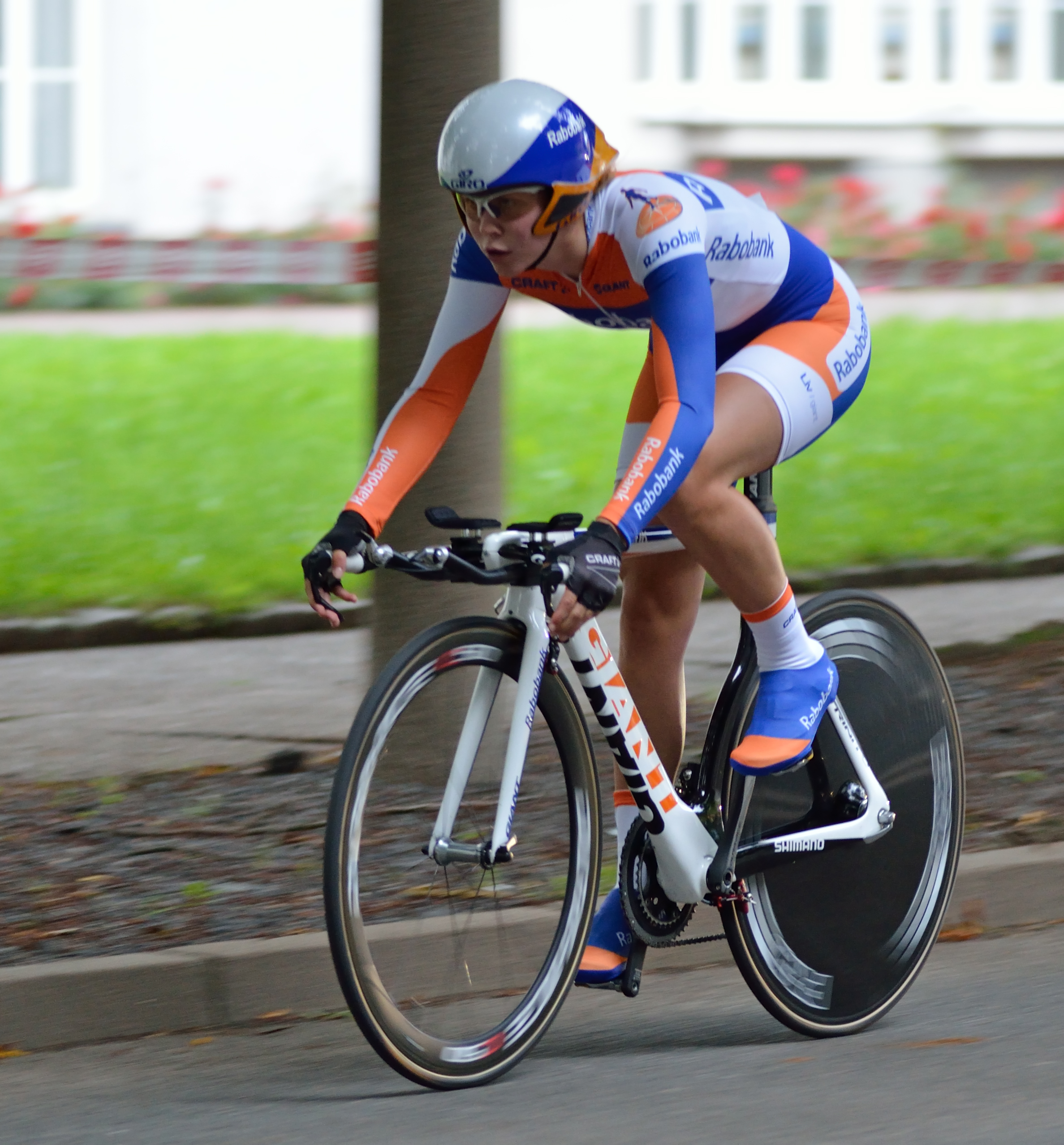
Au Tour de Thuringe 2012.

Elle grandit à Ossendrecht aux côtés de sa sœur Demi de Jong. Son père est coureur cycliste amateur. Elle commence le cyclisme en 2008 et se met à la compétition en catégorie juniors en 2010. L'année suivante, elle remporte neuf courses et monte dix autres fois sur le podium. Elle est sélectionnée pour les championnats du monde sur route et se classe quatrième du contre-la-montre. Elle suit une formation de coach sportif au collège Johan Cruijff. 
Elle devient professionnelle en 2012 au sein de l'équipe Rabo Liv Women. Elle commence le cyclo-cross en décembre 2013.
En 2014, lors des championnats du monde sur route 2014, elle est prise dans la chute générale et se casse la clavicule,.

### 2015
Début août, à l'Erondegemse Pijl, elle s'échappe dans le dernier tour avec Élise Delzenne. Elle distance cette dernière pour s'imposer seule. À la fin du moist, elle fait partie de l'équipe remportant le contre-la-montre par équipes de l'Open de Suède Vårgårda, comptant pour la Coupe du Monde. En septembre, dans la dernière étape de l'Holland Ladies Tour, Thalita de Jong attaque dans les derniers mètres du Cauberg et franchit seule la ligne. Elle fait partie de l'équipe Rabo Liv Women qui prend le départ des championnats du monde de contre-la-montre par équipes. La formation remporte la médaille de bronze. 

### Championne du monde de cyclo-cross (2016)

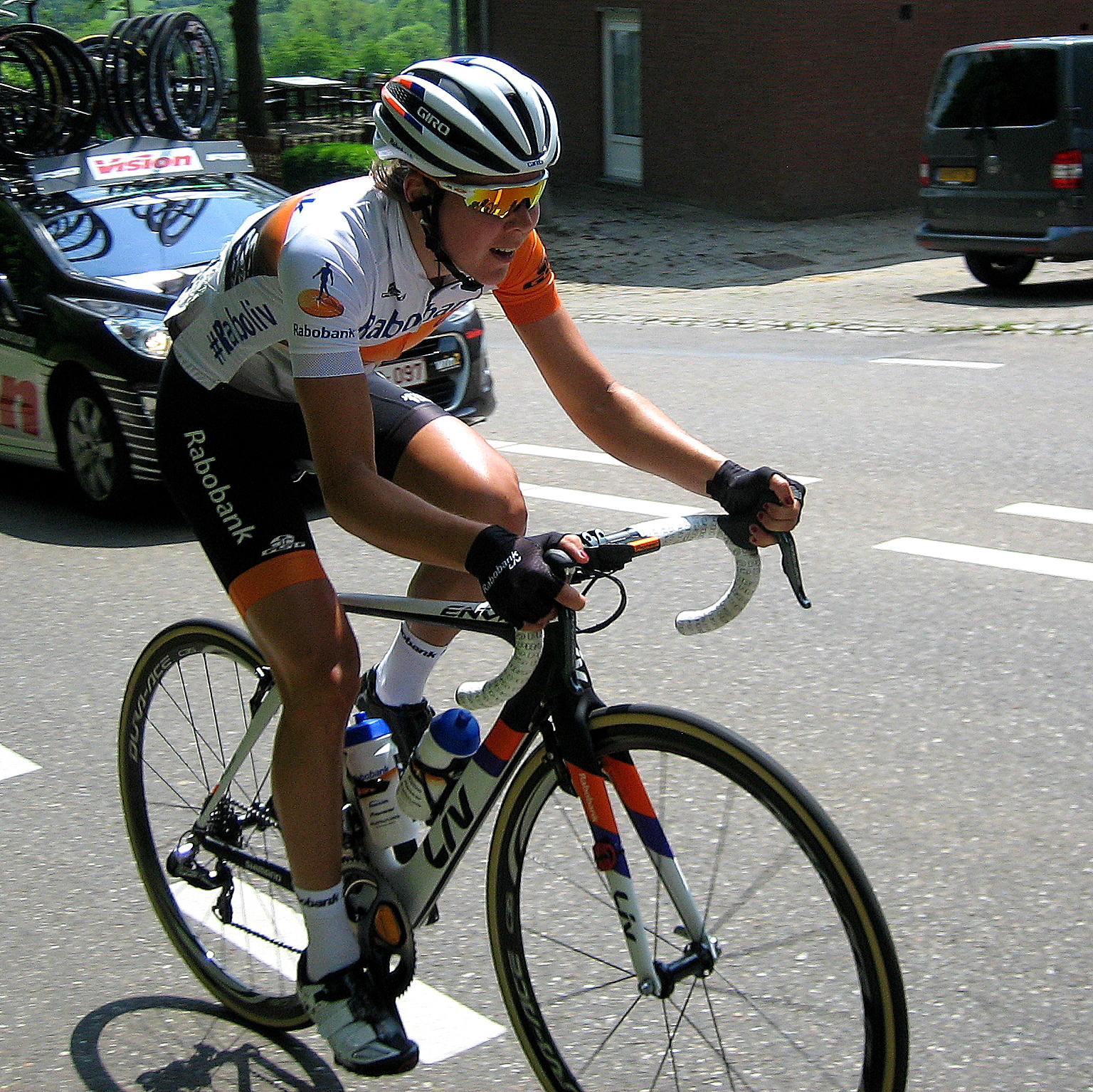
Lors de la Boels Dolmans Hill Classic 2016

Pratiquant le cyclo-cross, elle calcule son pic de forme en 2016 de manière à terminer la saison dans les sous-bois au mieux. Elle remporte ainsi son titre national, puis une semaine plus tard le titre mondial à Zolder.
Au Tour du Trentin international féminin, la formation Rabo Liv Women s'impose sur le contre-la-montre par équipes de la deuxième étape du matin. L'après-midi, Thalita de Jong gagne le sprint du groupe de tête.
Sur la dernière étape du Tour d'Italie, un groupe de neuf coureuses s'extrait du peloton en début d'étape. Il comprend : Mayuko Hagiwara, Sheyla Gutierrez Ruiz, Lauren Kitchen, Thalita de Jong, Charlotte Bravard, Ingrid Drexel, Maria Giulia Confalonieri, Ane Santesteban Gonzalez et Riejanne Markus. Le groupe compte jusqu'à cinq minutes d'avance et aborde la côte dans le final avec trois minutes trente d'écart. Thalita de Jong attaque dans la pente et passe au sommet avec six secondes d'avantage. Elle gagne en solitaire en consolidant cette avance.

### Blessures et saisons difficiles (2017-2023)
Au cyclo-cross de  Hoogerheide, elle est victime d'une déchirure musculaire. Elle ne peut défendre son titre mondial en cyclo-cross. Elle effectue sa rentrée sur route en mars, et finit cinquième d'À travers les Flandres. Elle se ressent cependant toujours de sa blessure en particulier dans son dos. Un examen complémentaire révèle  que sa hanche s'est déplacée après la chute et des problèmes aux vertèbres lombaires. Ces problèmes persistent durant toute la saison. Fin septembre, elle annonce s'être engagée en 2017 avec la formation Experza-Footlogix. Alors qu'elle pensait participer à la saison de cyclo-cross, elle décide de faire une coupure pour permettre à son corps de guérir, ses sensations en septembre étant exécrables,,. Par la suite, elle est en conflit avec sa direction, souffre d'autres blessures, reçoit des diagnostics erronés et développe une dépression, de sorte qu'elle ne participe qu'à quelques courses et met le cyclo-cross de côté. De mai 2019 à février 2022, elle est membre l'équipe Chevalmeire nouvellement créée, dont elle était initialement la seule membre,.
En 2021, elle renoue avec le succès lors du Grand Prix Beerens, puis gagne la Ronde de Mouscron l'année suivante. En juin 2022, elle rejoint l'équipe World Tour Liv Racing-Xstra et participe notamment aux trois grands tours. Elle connait ensuite une période sans résultats notables.

### Retour au haut-niveau (depuis 2024)
En 2024, elle signe chez Lotto Dstny Ladies et réalise à 30 ans la meilleure saison sur route de sa carrière. Régulière, elle accumule les places d'honneur, terminant notamment cinquième du Circuit Het Nieuwsblad, septième du Tour du Pays basque, huitième de Gand-Wevelgem et dixième du Tour de France. Début septembre, elle remporte les deux premières étapes ainsi que le classement général du Tour de l'Ardèche.
Après seulement une saison, elle quitte l'équipe Lotto et rejoint l'équipe World Tour Human Powered Health. Dès le début de la saison 2025, elle décroche la première victoire avec sa nouvelle équipe lors du Trofeo Binissalem-Andratx.

## Palmarès sur route

### Par années
- 2011
  -  Championne des Pays-Bas du contre-la-montre juniors
  - 3e du championnat des Pays-Bas sur route juniors
  - 4e du championnat du monde du contre-la-montre juniors
- 2012
  - 3e de l'Open de Suède Vargarda TTT (contre-la-montre par équipes) (Cdm)
  - 4e du championnat d'Europe du contre-la-montre espoirs
- 2013
  - 2e du Tour de Bretagne
  - 2e de l'Open de Suède Vargarda TTT (contre-la-montre par équipes) (Cdm)
  - 2e du championnat du monde du contre-la-montre par équipes
  - 6e du championnat d'Europe sur route espoirs
  - 9e du championnat d'Europe du contre-la-montre espoirs
- 2014
  - 1re étape du Lotto-Decca Tour (contre-la-montre par équipes)
  - 2e de l'Open de Suède Vargarda TTT (contre-la-montre par équipes) (Cdm)
  - 3e du Lotto-Decca Tour
  - 4e du championnat d'Europe sur route espoirs
  - 4e du championnat d'Europe du contre-la-montre espoirs
- 2015
  - Erondegemse Pijl
  - Open de Suède Vargarda TTT (contre-la-montre par équipes) (Cdm)
  - 6e étape de l'Holland Ladies Tour
  -  Médaillée de bronze du championnat du monde du contre-la-montre par équipes
  -  Médaillée de bronze du championnat d'Europe sur route espoirs
- 2016
  - 2e étape secteurs a (contre-la-montre par équipes) et b du Tour du Trentin international féminin
  - 9e étape du Tour d'Italie
  - 2e du Tour de Norvège
  - 3e de l'Erondegemse Pijl
- 2021
  - Grand Prix Beerens
  - 3e du Circuit du Westhoek-Mémorial Stive Vermaut
- 2022
  - Ronde de Mouscron
- 2024
  - Tour cycliste féminin international de l'Ardèche : 
    - Classement général
    - 1re et 2e étapes

  - 2e étape du Tour de la Semois
  - 2e du GP Oetingen
  - 2e du Tour de la Semois
  - 3e de la Durango-Durango Emakumeen Saria
  - 3e du Baloise Ladies Tour
  - 5e du Circuit Het Nieuwsblad
  - 7e du Tour du Pays basque
  - 8e de Gand-Wevelgem
  - 10e du Tour de France
- 2025
  - Trofeo Binissalem-Andratx
  - 3e de la Durango-Durango Emakumeen Saria
  - 5e du Tour du Pays basque

### Résultats sur les grands tours

#### Tour d'Italie
3 participations :
- 2015 : 22e
- 2016 : 19e, vainqueure de la 9e étape
- 2022 : 32e

#### Tour de France
4 participations :
- 2022 : 69e
- 2023 : 66e
- 2024 : 10e
- 2025 : 68e

#### Tour d'Espagne
2 participations :
- 2024 : 16e
- 2025 : 16e

### Classements mondiaux
| Année                                 | 2012 | 2013 | 2014 | 2015 | 2016 | 2017 | 2018 | 2019 | 2020 | 2021 | 2022 | 2023 | 2024 |
| ------------------------------------- | ---- | ---- | ---- | ---- | ---- | ---- | ---- | ---- | ---- | ---- | ---- | ---- | ---- |
| Classement UCI                        | 188e | 61e  | 33e  | 43e  | 45e  | 187e | 773e | nc   | nc   | 80e  | 157e | 566e | 20e  |
| UCI World Tour                        |      |      |      |      | 61e  | nc   | nc   | nc   | nc   | 128e | 177e | 227e | 29e  |
|                                       |      |      |      |      |      |      |      |      |      |      |      |      |      |
| Légende : nc = non classéSource : UCI |      |      |      |      |      |      |      |      |      |      |      |      |      |

## Palmarès en cyclo-cross
- 2013-2014
  - 8e du championnat du monde de cyclo-cross
- 2015-2016
  -  Championne du monde de cyclo cross
  - Trophée Banque Bpost #8, Saint-Nicolas
  - Kermiscross, Ardooie
  - Grand-Prix de la Commune de Contern, Contern
  - Versluys Cyclocross, Bredene
  - 6e du championnat d'Europe de cyclo-cross
- 2016-2017
  -  Championne d'Europe de cyclo-cross
  - Coupe du monde de cyclo-cross #3, Valkenburg
  - Trophée des AP Assurances #1, Renaix
  - Superprestige #5, Spa-Francorchamps
  - Grand-Prix de la Commune de Contern, Contern
  - Versluys Cyclocross, Bredene
  - Kasteelcross Zonnebeke, Zonnebeke
- 2017-2018
  - Kasteelcross Zonnebeke, Zonnebeke
  - Grand Prix Möbel Alvisse, Leudelange